# Blang Kiree
Blang Kiree is een bestuurslaag in het regentschap Aceh Besar van de provincie Atjeh, Indonesië. Blang Kiree telt 611 inwoners (volkstelling 2010).